# Jay Arnette
Jay Hoyland Arnette (Austin, Texas, 19 de diciembre de 1938) es un exjugador de baloncesto estadounidense que disputó 3 temporadas en la NBA. Fue campeón olímpico con la selección de baloncesto de Estados Unidos en las Olimpiadas de Roma de 1960. Con 1,88 metros de altura, jugaba en la posición de base.

## Trayectoria deportiva

### Universidad
Jugó durante cuatro temporadas con los Longhorns de la Universidad de Texas, en las que promedió 14,9 puntos y 4,3 rebotes por partido. En su última temporada fue el segundo máximo anotador del Torneo de la NCAA, tras promediar 31,5 puntos por partido, únicamente superados por los 35,0 de Jerry West pero por encima de Oscar Robertson. Fue elegido en 2005 en el segundo mejor equipo del siglo XX de su universidad.

### Selección nacional
En 1960 fue elegido para participar con la selección de Estados Unidos en los Juegos Olímpicos de Roma, en donde ganaron la medalla de oro.

### Profesional
Fue elegiudo en la novena posición, en la segunda ronda del Draft de la NBA de 1960 por Cincinnati Royals, donde jugó durante dos temporadas y 3 partidos más en la tercera y última, sin contar apenas para su entrenador, Jack McMahon. En sus 114 partidos como profesional apenas dispuso de poco más de 10 minutos por encuentro. En el total de su trayectoria promedió 3,7 puntos, 1,2 rebotes y 1,0 asistencias.

## Estadísticas de su carrera en la NBA

### Temporada regular
| Temporada | Equipo     | PJ  | MPP  | TC%  | TL%  | RPP | APP | PPP |
| --------- | ---------- | --- | ---- | ---- | ---- | --- | --- | --- |
| 1963–64   | Cincinnati | 48  | 10.4 | .362 | .778 | 1.1 | 1.5 | 3.8 |
| 1964–65   | Cincinnati | 63  | 10.5 | .371 | .747 | 1.0 | 1.1 | 3.8 |
| 1965–66   | Cincinnati | 3   | 4.7  | .167 | –    | .0  | .0  | .7  |
| Total     | Total      | 114 | 10.3 | .365 | .760 | 1.0 | 1.2 | 3.7 |

### Playoffs
| Temporada | Equipo     | PJ | MPP | TC%  | TL%  | RPP | APP | PPP |
| --------- | ---------- | -- | --- | ---- | ---- | --- | --- | --- |
| 1964      | Cincinnati | 8  | 9.9 | .355 | .875 | 1.3 | 1.1 | 3.6 |
| 1965      | Cincinnati | 1  | 2.0 | .000 | –    | .0  | 1.0 | .0  |
| Total     | Total      | 9  | 9.0 | .344 | .875 | 1.1 | 1.1 | 3.2 |

## Vida posterior
Tras terminar prematuramente su carrera profesional como jugador de baloncesto, Arnette se convirtió en ortodoncista, ejerciendo su profesión en su ciudad natal, Austin.